# Passadís de l'antic Hospital de Cardona
El Passadís de l'antic Hospital és un monument que forma part de l'Inventari del Patrimoni Arquitectònic Català de la vila de Cardona (Bages).

## Descripció
L'únic que queda de l'antic hospital de Cardona és el passadís amb arcs ogivals que comunica el carrer del Mercat amb la capella de Sta. Eulàlia, a la Plaça de Santa Eulàlia.
Aquest passadís queda actualment sota les cases i està en un lamentable estat de conservació. Es poden veure encara els carreus de la part baixa de l'antic hospital.

## Notícies històriques
L'antic hospital de Cardona és documentat ja al s.XI i estava situat al començament del carrer del Mercat, prop de l'actual capella gòtica de Santa Eulàlia. Beneficiat pel vescomte Ramon Folc I (s.XI) i pels seus successors, fou conegut com un hospital de Pelegrins, durant els s. XIII -XIV depenia del monestir de Sant Vicenç del Castell i aviat quedà massa petit, sobretot arran de les pestes del s.XIV. s'amplià i perdurà com hospital fins a finals del s. XVI.
La seva capella de Santa Eulàlia conservà el culte fins a finals del s.XIX, malgrat que un nou hospital fou bastit en un lloc més adient.